# 54è Festival Internacional de Cinema de Berlín
El 54è Festival Internacional de Cinema de Berlín va tenir lloc entre el 5 i el 15 de febrer de 2004. El festival va obrir amb la pel·lícula fora de competició Cold Mountain d'Anthony Minghella. 25 degrés en hiver de Stéphane Vuillet va ser la pel·lícula de clausura. L'Os d'Or fou atorgada a la pel·lícula germanoturca Gegen die Wand dirigida per Fatih Akın.
Al festival es va mostrar una retrospectiva dedicada a pel·lícules de 1967 a 1976 titulada New Hollywood 1967-1976. Trouble in Wonderland. Es centra en les pel·lícules de l'època coneguda com a New Hollywood o American New Wave, i hi han assistit alguns dels cineastes i actors d'aquesta època, com Peter Davis, Peter Fonda, William Greaves, Monte Hellman i Melvin Van Peebles.

## Jurat

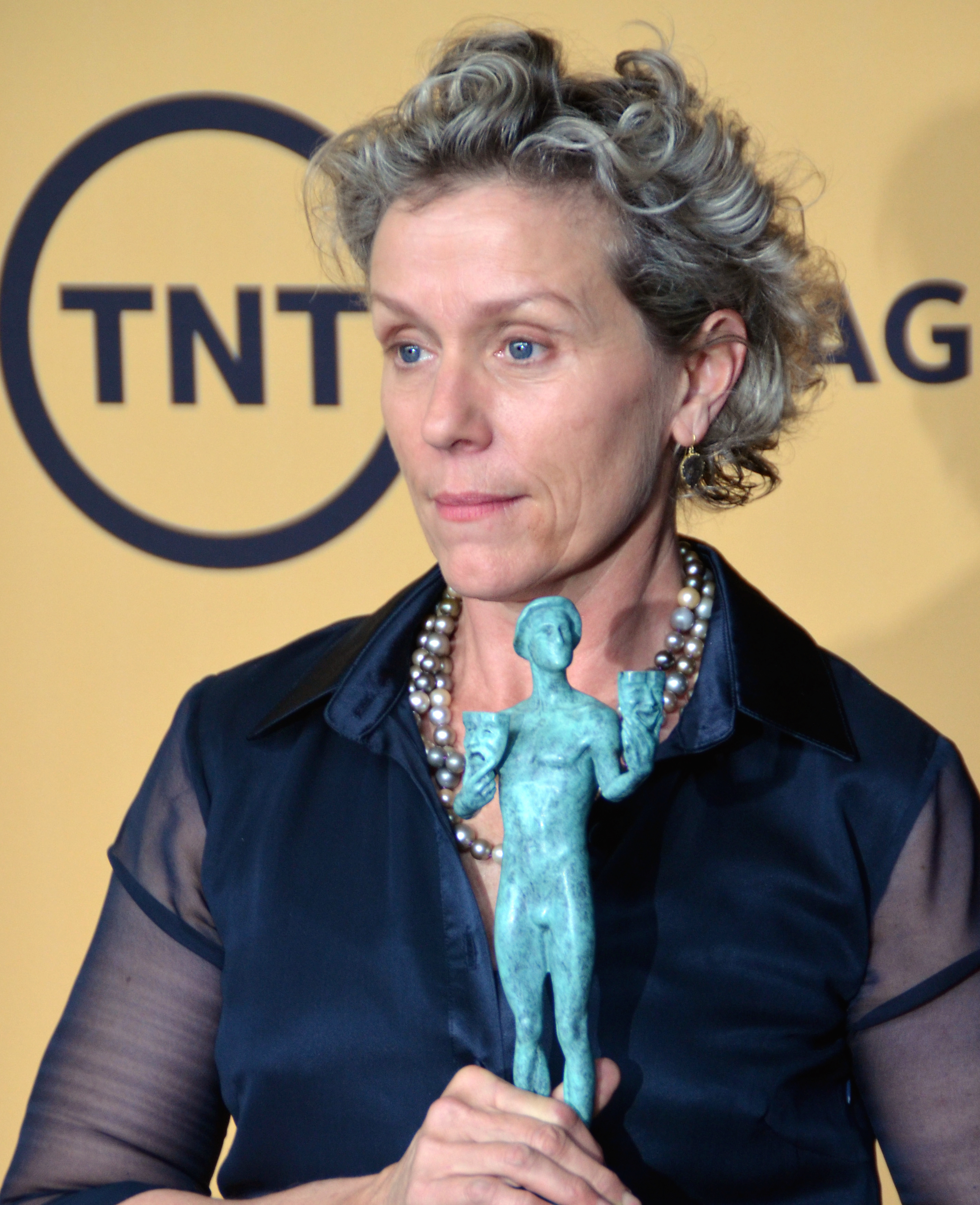
Frances McDormand, presidenta del jurat

Les següents persones foren nomenades com a membres del jurat:
- Frances McDormand - (presidenta)
- Maji-da Abdi
- Valeria Bruni Tedeschi
- Samira Makhmalbaf
- Peter Rommel
- Gabriele Salvatores
- Dan Talbot
- Christine Dollhofer - curtmetratges
- Sophie Maintigneux - curtmetratges
- Vinca Wiedemann - curtmetratges

## Selecció oficial

### En competició
Les següents pel·lícules van competir per l'Os d'Or i per l'Os de Plata:
| Títol original                   | Director(s)             | País                                           |
| -------------------------------- | ----------------------- | ---------------------------------------------- |
| 20 30 40                         | Sylvia Chang            | Hong Kong, Taiwan, Japó                        |
| 25 degrés en hiver               | Stéphane Vuillet        | Bèlgica, França, Rússia, Espanya               |
| Ae Fond Kiss...                  | Ken Loach               | Regne Unit, Bèlgica, Alemanya, Itàlia, Espanya |
| The Beautiful Country            | Hans Petter Moland      | Estats Units, Noruega                          |
| Before Sunset                    | Richard Linklater       | Estats Units                                   |
| Confidences trop intimes         | Patrice Leconte         | França                                         |
| Gegen die Wand                   | Fatih Akın              | Alemanya, Turquia                              |
| In My Country                    | John Boorman            | Regne Unit, Irlanda, Sud-àfrica                |
| Die Nacht singt ihre Lieder      | Romuald Karmakar        | Alemanya                                       |
| El abrazo partido                | Daniel Burman           | Argentina, França, Itàlia, Espanya             |
| Feux rouges                      | Cédric Kahn             | França                                         |
| Forbrydelser                     | Annette K. Olesen       | Dinamarca                                      |
| La vida que te espera            | Manuel Gutiérrez Aragón | Espanya                                        |
| María, llena eres de gracia      | Joshua Marston          | Estats Units, Colòmbia                         |
| Monster                          | Patty Jenkins           | Estats Units, Alemanya                         |
| Om jag vänder mig om             | Björn Runge             | Suècia                                         |
| Primo amore                      | Matteo Garrone          | Itàlia                                         |
| Samaria 사마리아                 | Kim Ki-duk              | Corea del Sud                                  |
| Svjedoci                         | Vinko Brešan            | Croàcia                                        |
| The Final Cut                    | Omar Naim               | Canadà, Alemanya                               |
| The Missing                      | Ron Howard              | Estats Units                                   |
| Triple Agent                     | Éric Rohmer             | França, Espanya, Itàlia, Grècia, Rússia        |
| Trilogia I: To Livadi pu dakrizi | Theodoros Angelopoulos  | Grècia, Alemanya, França, Itàlia               |

### Curtmetratges
Es van seleccionar els següents curtmetratges:
| Títol original                          | Director(s)                    | País                   |
| --------------------------------------- | ------------------------------ | ---------------------- |
| True                                    | Tom Tykwer                     | Alemanya, França       |
| Con qué la lavaré?                      | María Trénor                   | Espanya                |
| Sapiens                                 | Aleksandr Rogozhkin            | Rússia                 |
| Un cartus de kent si un pachet de cafea | Cristi Puiu                    | Romania                |
| Dajo                                    | Hanro Smitsman                 | Països Baixos          |
| The Scree                               | Paul McDermott                 | Austràlia              |
| Little Man                              | Martin Brierley                | Regne Unit, Sud-àfrica |
| The Soul Hunter                         | Christine Rebet                | Alemanya               |
| Goodbye, Cruel World                    | Vito Rocco                     | Regne Unit             |
| De regels van het vliegen               | Eugenie Jansen                 | Països Baixos          |
| Le vilain petit poussin                 | Rachid Bouchareb               | França                 |
| Vet!                                    | Karin Junger, Brigit Hillenius | Països Baixos          |
| Kvinnans Plats                          | Ewa Cederstam                  | Suècia                 |
| Käfer                                   | Igor Ivanov Izi                | Macedònia del Nord     |
| Russelltribunalen                       | Staffan Lamm                   | Suècia                 |
| Ola's Box of Clovers                    | Genevieve Anderson             | Estats Units           |
| Public/Private                          | Christoph Behl                 | Argentina              |

## Premis

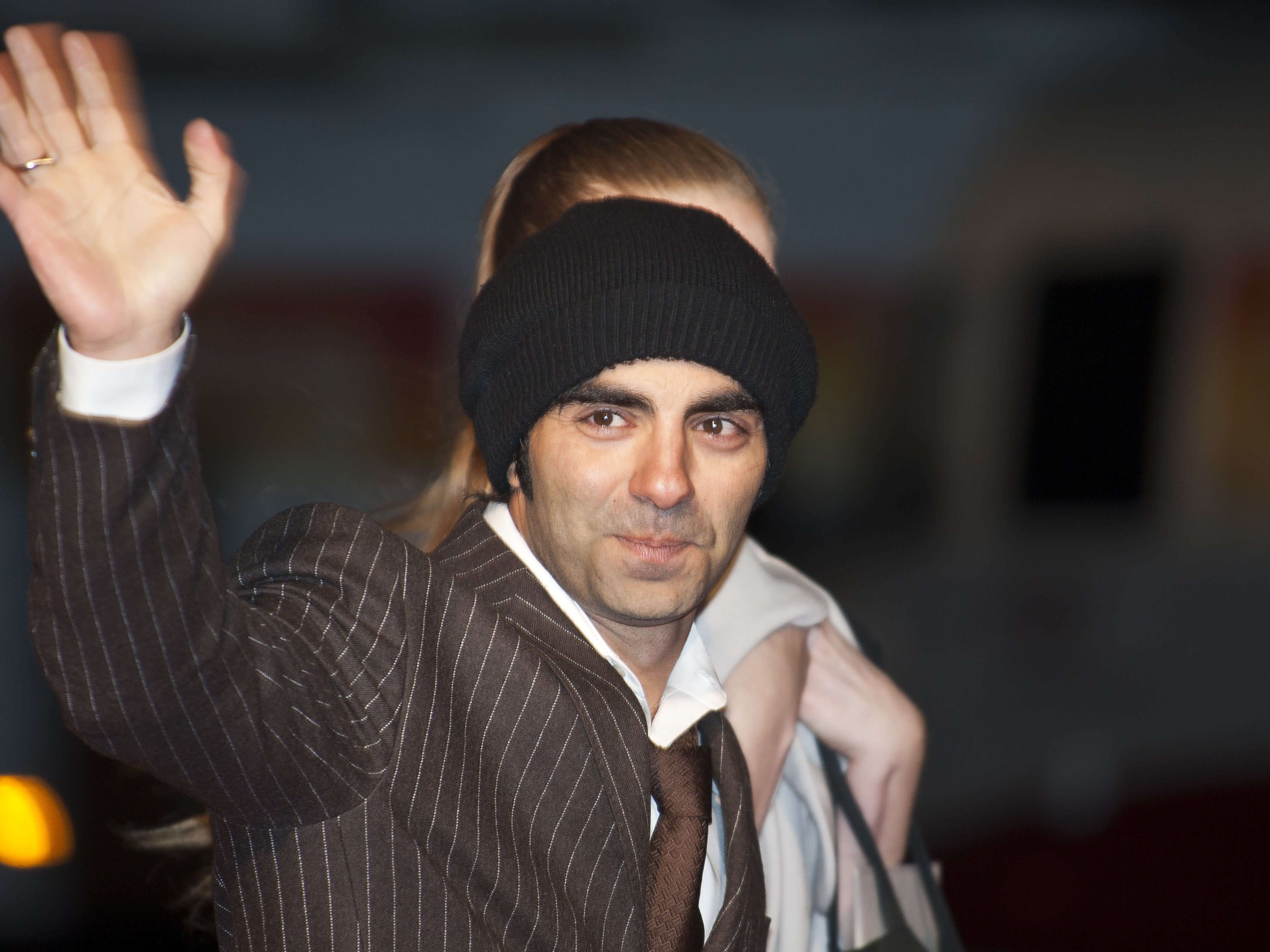
Fatih Akın, guanyador de l'Os d'Or al festival

El jurat va atorgar els següents premis:
- Os d'Or
  - Gegen die Wand: Fatih Akın

- Os de Plata
  - Millor banda sonora – Primo amore: Banda Osiris
  - Millor actor - El abrazo partido: Daniel Hendler
  - Millor actriu - María, llena eres de gracia: Catalina Sandino Moreno i Monster: Charlize Theron
  - Millor director - Samaria: Kim Ki-duk
  - Millor curtmetratge - Great!: Karin Junger, Brigit Hillenius
  - Contribució artística excepcional - Om jag vänder mig om: Leif Andrée, Pernilla August, Jan Coster, Jakob Eklund, Ingvar Hirdwall, Magnus Krepper, Johan Kvarnström, Camilla Larsson, Marika Lindström, Peter Lorentzon, Hampus Penttinen, Ann Petrén, Marie Richardson, Jenny Svärdsäter, Claes-Göran Turesson
- Gran Premi del Jurat
  - El abrazo partido: Daniel Burman
- Os de Plata – Menció honorífica
  - Millor curtmetratge - Public/Private: Christoph Behl
- Os d'Or Honorífic
  - Fernando E. Solanas
- Berlinale Camera
  - Willy Sommerfeld
  - Regina Ziegler
  - Erika Rabau
  - Rolf Bähr
- Millor curtmetratge
  - Un cartus de kent si un pachet de cafea: Cristi Puiu
- Premi Panorama Audience 
  - Millor pel·lícula - Addicted to Acting: Andres Veiel
  - Millor curtmetratge - Passing Hearts: Johan Brisinger
- Os de Cristall
  - Millor curtmetratge - Nuit d'orage: Michèle Lemieux
  - Millor pel·lícula - Magnifico: Maryo J. De Los Reyes
  - 14plus: Millor pel·lícula - The Wooden Camera: Ntshaveni Wa Luruli
- Os de Cristall – Menció especial
  - Millor curtmetratge - Circuit marine: Isabelle Favez and Maree: James Pellerito
  - Millor pel·lícula - The Blind Flyers: Bernd Sahling i Raining Cats and Frogs: Jacques-Rémy Girerd
  - 14plus: Millor pel·lícula - Quality of Life: Benjamin Morgan
- Premi FIPRESCI
  - Gegen die Wand: Fatih Akın